# Juan de Triora
Juan de Triora o Francisco María Lantrua (Triora, Italia, 1760 - Ciensi, China, 1816) es un santo y mártir, presbítero de la orden de los Hermanos Menores, que después de ejercer el ministerio sacerdotal en la Provincia de Roma, marchó a las misiones de China. Durante dieciséis años ejerció un intenso apostolado, recorriendo incansablemente inmensos territorios, hasta que fue hecho prisionero. Sufrió largos meses de cárcel y torturas, hasta que murió estrangulado el 7 de febrero de 1816.

## Biografía
Juan de Triora, realmente llamado Francisco María Lantrua, nació el 15 de marzo de 1760 en  Molini di Triora, localidad perteneciente a la provincia de Imperia, sita en la región italiana de Liguria. Su infancia y su juventud transcurrieron en el ambiente honesto y piadoso de sus padres. Fue acólito en la iglesia de San Lorenzo. Hacía poco que había fallecido San Leonardo de Porto Maurizio, en 1751, y Juan decidió imitarlo. Dejando la familia, se fue a Roma y pidió ser admitido en el convento de Santa María de Aracoeli. Aceptada su solicitud, el 15 de mayo de 1777, a la edad de 17 años, tomó el hábito de San Francisco en la Provincia de Roma, en la que pasó el año de noviciado e hizo los estudios con gran aprovechamiento.
Ordenado sacerdote, reveló bien pronto sus aptitudes y los fervores de su celo apostólico, pues eran numerosos los oyentes que se convertían y confesaban sus pecados. Su prudencia y dotes de gobierno movieron a los superiores a nombrarlo guardián de varios conventos, siendo modelo de todos los religiosos. Al propio tiempo, fue profesor de Filosofía en Tívoli y de Teología en Tarquinia.
Años después, pidió permiso para ir a las Misiones de China. Obtenido éste, partió en 1798 para Lisboa, donde tuvo que permanecer un año por no tener oportunidad de embarcarse hacia Oriente. Al año siguiente emprendió su viaje a Macao, de donde se trasladó a China.
San Juan de Triora estuvo dieciséis años recorriendo las provincias de Hunan y de Chensi, obteniendo escasos frutos, que no logró sino a costa de gran sacrificio. Era el único sacerdote en aquellas vastísimas regiones, prácticamente descristianizadas, y se multiplicaba visitando repetidamente a pie y entre grandes peligros las pequeñas cristiandades diseminadas en ambas provincias, predicando y bautizando, hasta lograr un nuevo florecimiento de estas comunidades. Tal fue su esfuerzo, que se cree que es el único misionero que ha recorrido más de un millón de kilómetros. Entre sus obras milagrosas se cuenta una fuente que hizo brotar en un terreno árido con solo hacer la señal de la cruz.

## Prisión y martirio
En 1812, cuando misionaba en Chensi, un catequista lo traicionó denunciándolo a los mandarines como extranjero y ministro de la religión cristiana. Los soldados rodearon su casa, pero fray Juan consiguió escapar, disfrazado de aldeano, y refugiarse en Hunan. Pero tres años más tarde, en el verano de 1815 se exacerbó en aquellas tierras la persecución que llevó a la muerte a varios misioneros y catequistas. Fray Juan, hecho prisionero junto con otros cristianos por predicar y practicar la religión cristiana, fue presentado al gobernador, ante el cual, interrogado, dio respuestas dignas de los primeros mártires del cristianismo. Cargado con pesadas cadenas le obligaron a recorrer una gran distancia, a pie y descalzo, aunque obtuvo para sus compañeros de condena indulgencia en el castigo. En la cárcel de Ciansi, permaneció siete meses en una prisión durísima, sujeto a un aparato de tortura por las manos, pies y cabeza, que no le permitía un momento de descanso. Quisieron obligarle a pisar una cruz, lo que a pesar de todos sus esfuerzos no lograron.
Aquel cruel tormento tuvo fin cuando fue sentenciado a muerte. Llevado al lugar del suplicio, siguiendo la costumbre de los cristianos chinos se postró el santo mártir cinco veces adorando a Dios, para dar público testimonio de su fe y que todos supieran que no temía profesarla ni siquiera en aquel momento. Solamente solícito de su pudor, ofreció al verdugo las pocas monedas de que disponía para que no le despojara de los paños menores. Después dijo que estaba pronto para el suplicio, por lo que atado a una cruz y haciéndole en el cuello un nudo corredizo acabó su vida.
Murió estrangulado el 7 de febrero de 1816 en Ciansi, en el Hunan. Su muerte fue seguida de insignes milagros, y su cuerpo, trasladado a Roma, está sepultado en la Basílica del convento de Aracoeli. El papa León XIII lo beatificó, con otros 76 mártires de China y Anan, el 27 de mayo de 1900. Y Juan Pablo II lo canonizó, junto con otros 119 mártires de China, el 1 de octubre de 2000.